# Buch (Weißenbrunn)
Buch ([buːx] ) ist ein Gemeindeteil der Gemeinde Weißenbrunn im Landkreis Kronach (Oberfranken, Bayern).

## Geografie
Die Einöde liegt in der Talmulde eines linken Zuflusses des Leßbachs am Fuße der Anhöhe Kugel (467 m ü. NHN, 0,6 km südwestlich). Ein Anliegerweg führt zu einer Gemeindeverbindungsstraße (0,3 km nordwestlich) zwischen Reuth im Norden und Neutennig im Westen.

## Geschichte
Gegen Ende des 18. Jahrhunderts gab es in Buch ein Anwesen. Das Hochgericht übte das bambergische Centamt Kronach aus. Die Grundherrschaft über das Gut hatte das Rittergut Unterlangenstadt-Burkersdorf.
Mit dem Ersten Gemeindeedikt wurde Buch dem 1808 gebildeten Steuerdistrikt Küps und der 1818 gebildeten Ruralgemeinde Eichenbühl zugewiesen. Am 1. Juli 1971 wurde Buch im Zuge der Gebietsreform in Bayern in Weißenbrunn eingegliedert.

### Einwohnerentwicklung
| Jahr      | 001818 | 001861 | 001871 | 001885 | 001900 | 001925 | 001950 | 001961 | 001970 | 001987 |
| Einwohner |        | 4      | 5      | 4      | 4      | 7      | 5      | 6      | 6      | 6      |
| Häuser    | 1      |        |        | 1      | 1      | 1      | 1      | 1      |        | 2      |
| Quelle    | [ 5 ]  | [ 7 ]  | [ 8 ]  | [ 9 ]  | [ 10 ] | [ 11 ] | [ 12 ] | [ 13 ] | [ 14 ] | [ 1 ]  |

## Religion
Der Ort ist evangelisch-lutherisch geprägt und nach Weißenbrunn gepfarrt.